# Список авиакомпаний Израиля
Список авиакомпаний Израиля — авиакомпании государства Израиль, осуществляющие авиарейсы как в самом государстве Израиль, так и в другие страны.
В Израиле имеется 5 международных авиакомпаний, 2 авиакомпании осуществляющие только внутренние пассажирские перевозки и 2 авиакомпании, осуществляющие только грузоперевозки.